# Łopuchówko (SIMC 0589872)
Łopuchówko – osada leśna w Polsce, położona w województwie wielkopolskim, w powiecie poznańskim, w gminie Murowana Goślina, w obrębie Parku Krajobrazowego Puszcza Zielonka, założona w 2. poł XIX w. jako folwark Marienrode. Znajduje się 3 km na południe od Łopuchowa i 5 km na wschód od Murowanej Gośliny, przy łączącej te miejscowości lokalnej szosie asfaltowej i (również asfaltowej) drodze do Głęboczka.
Pozostający do końca I wojny światowej w rękach niemieckich folwark (359 ha) przeszedł po odzyskaniu przez Polskę niepodległości na własność Skarbu Państwa i jeszcze przed II wojną światową został rozparcelowany. W stanowiącym siedzibę właścicieli folwarku dworze ulokowano Nadleśnictwo Łopuchówko (1948), które przejęło również pochodzące z pocz. XX w. zabudowania folwarczne z charakterystycznym spichrzem. Przy nadleśnictwie rozciąga się park krajobrazowy (dawny park dworski) o pow. ok. 4,5 ha.
W latach 1975–1998 miejscowość administracyjnie należała do województwa poznańskiego.
W miejscowości tej zmarł Michał Bobrzyński – polityk, historyk i namiestnik Galicji.

## Osady leśne o nazwie Łopuchówko w gminie Murowana Goślina
W gminie Murowana Goślina istnieją dwie miejscowości podstawowe typu osada leśna o nazwie Łopuchówko. Niniejszy artykuł dotyczy osady leśnej, która posiada identyfikator SIMC 0589872. Drugą z nich jest osada leśna Łopuchówko, która posiada identyfikator SIMC 0589866.